# Palazzo Pianetti
Palazzo Pianetti è un antico palazzo nobiliare della città di Jesi, nelle Marche. Oggi è sede di tre musei: al piano terra, nelle antiche scuderie, è allestito il Museo civico archeologico di Jesi e del territorio, al primo piano si trova la Pinacoteca civica, mentre al secondo piano, nell'appartamento ottocentesco, si trova la Galleria di Arte Contemporanea.
Il palazzo era l'antica residenza di città dei Marchesi Pianetti, nobile e prestigiosa famiglia aggregata all'aristocrazia jesina dal 1659. Rappresenta il più significativo degli edifici appartenuti alle ricche famiglie nobili locali, e l'unico esempio in Italia di stile Rococò di influsso mitteleuropeo.

## Storia

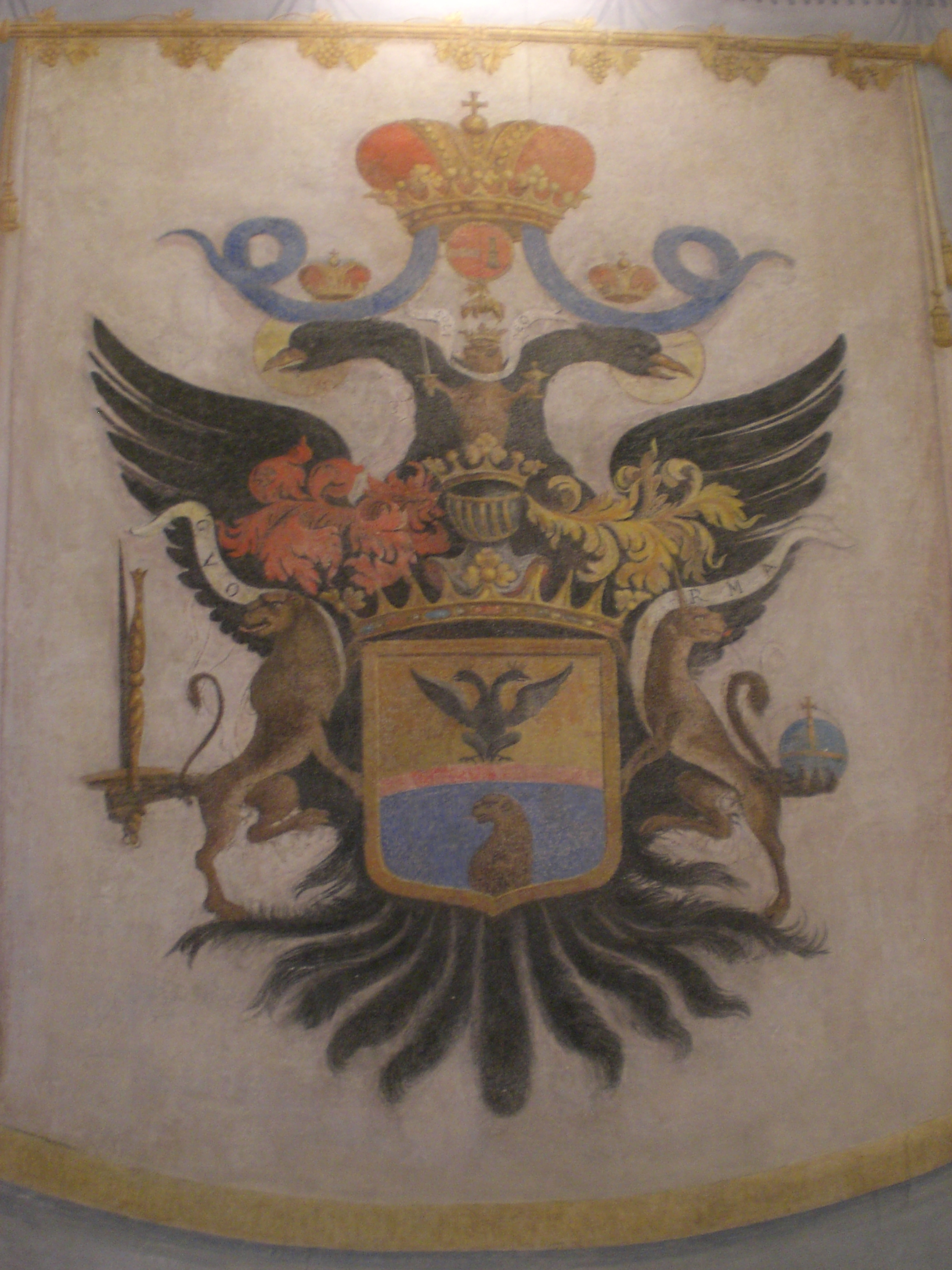
Il blasone di famiglia con le insegne degli Asburgo

Il Palazzo venne costruito nella zona detta "Terravecchia", a ovest, appena fuori le mura della città, dove soprattutto fra '600 e '700 si insediarono le nobili famiglie cittadine.  Il Marchese Cardolo Maria Pianetti, appassionato d'alchimia, e già architetto di Carlo VI d'Asburgo, disegnò un progetto per la costruzione della nuova residenza di famiglia in un gusto riecheggiante lo stile austriaco. Il progetto definitivo fu affidato al pittore e architetto jesino Domenico Luigi Valeri, che ne avviò la costruzione a partire dal 1748. L'edificio si compone di un corpo centrale che si affaccia su un giardino all'italiana cinto da mura terrazzate. La facciata principale si apre, con le sue cento finestre, sulla stretta via XV Settembre, venne realizzata su progetto dal bolognese Viaggi, allievo dell'architetto Alfonso Torreggiani ispirandosi alla facciata di palazzo Aldrovandi di Bologna già opera del suo maestro. La facciata che dà sul giardino, è invece dovuta all'architetto veneziano Antonio Croatto.
Secondo l'uso tipico del XVIII secolo, il Palazzo si sviluppa in due piani più mezzanino. Il pian terreno, a cui si accede da un atrio porticato su colonne binate, e che affaccia sul giardino, era occupato dai locali di servizio alla residenza stessa, il Primo piano, detto Piano Nobile, era quello di rappresentanza, il Secondo era occupato dagli appartamenti di vita quotidiana della famiglia e infine, il mezzanino era destinato alla servitù. Nel corso del tempo vennero apportate varie modifiche all'edificio, e si pensava anche alla realizzazione di una biblioteca, ad uso anche pubblico, che raccogliesse il cospicuo patrimonio librario accumulato via via dai membri della famiglia, ma che in seguito all'occupazione napoleonica della città non venne mai realizzata; tuttavia oggi costituisce il nucleo centrale della Biblioteca Civica. Nella metà del XIX secolo, in occasione del matrimonio fra il Marchese Vincenzo Pianetti e la Contessa fiorentina Virginia Azzolino, si diede inizio a una serie di lavori di ristrutturazione del Secondo piano, volti anche alla creazione di uno scalone d'onore che dia miglior acceso ai piani del palazzo. I lavori iniziarono a partire dallo scalone decorato a Trompe-l'œil nel 1858 sotto la direzione dell'architetto Angelo Angelucci da Todi.
Nel 1901 il palazzo fu definitivamente ceduto alla Famiglia Tesei.

## La Galleria degli Stucchi

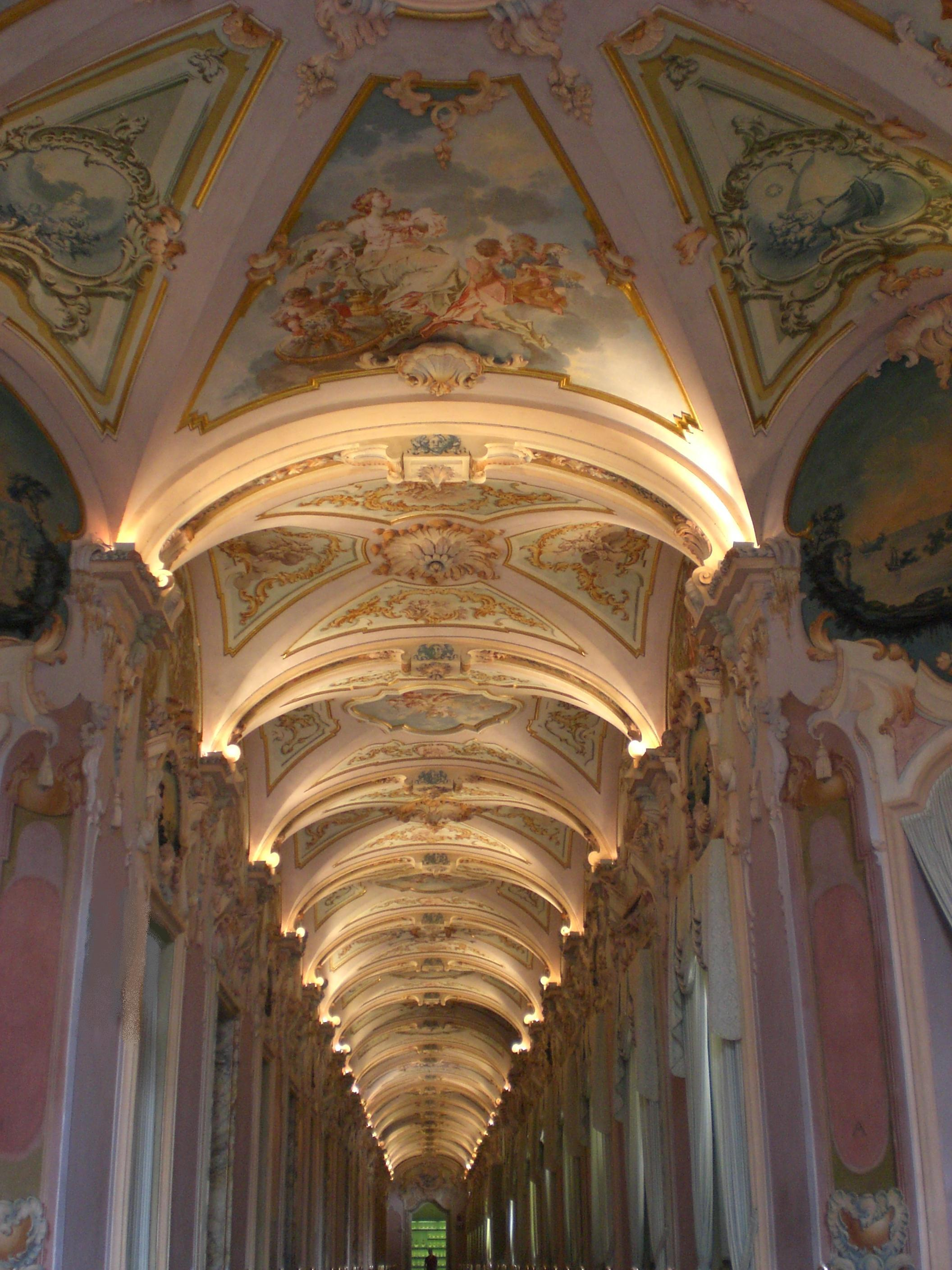
La Galleria degli Stucchi.

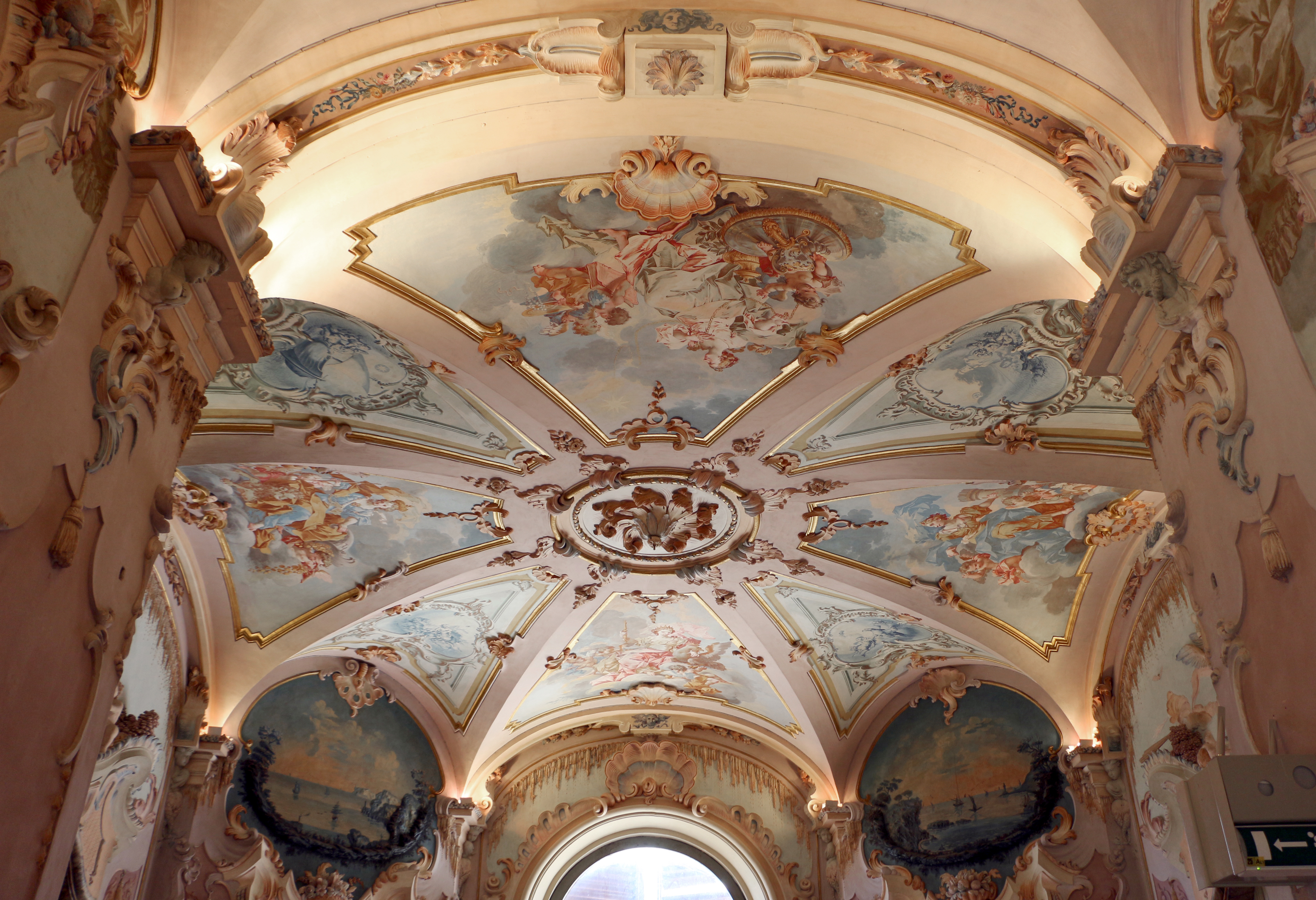
L'esedra della Galleria.

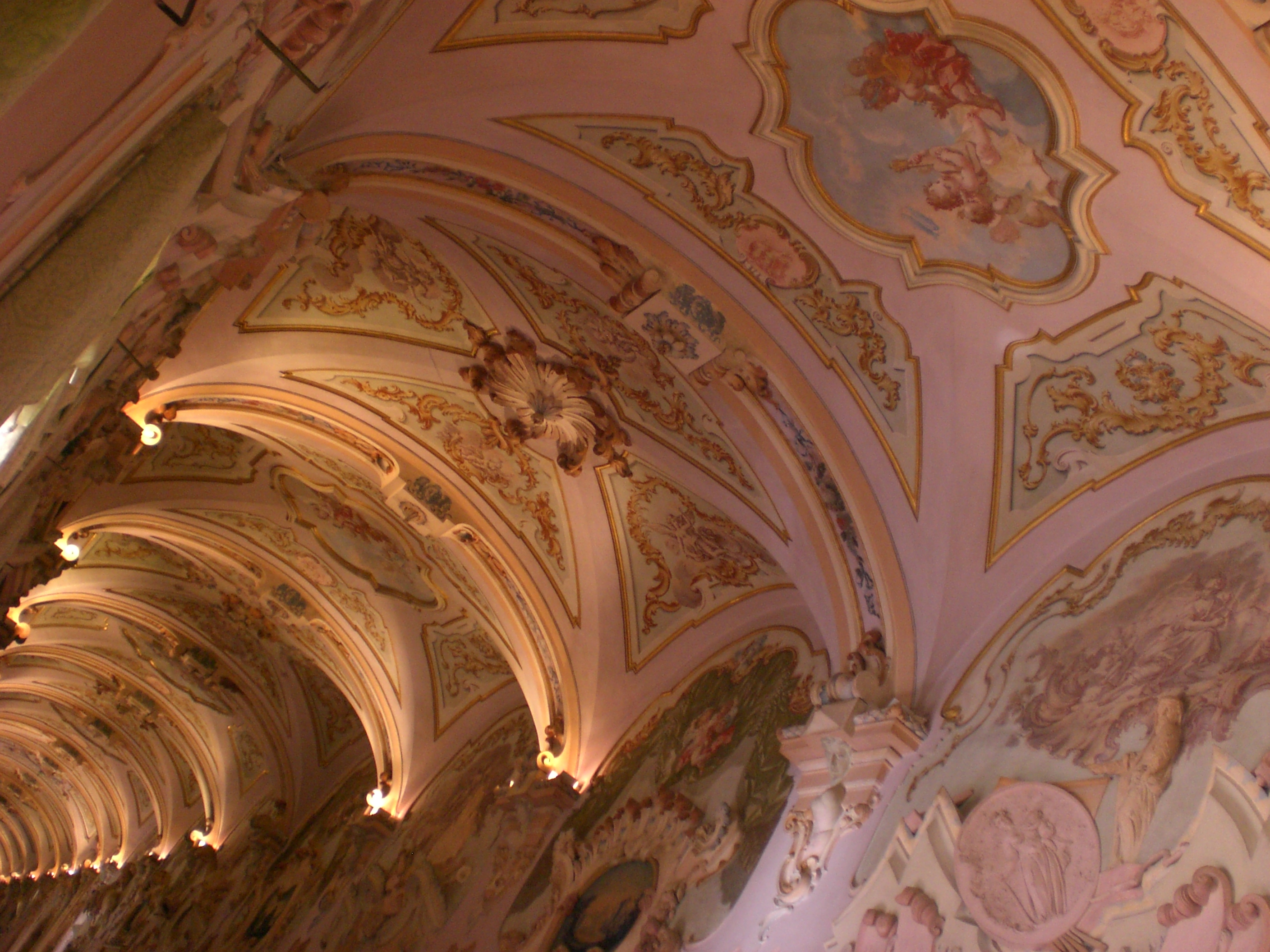
Veduta della volta.

La Galleria, ricavata nella facciata interna del Palazzo, ne occupa tutta la sua lunghezza. Tramite un gioco di scale e terrazze è collegata direttamente al giardino sul cui si affaccia, questo percorso costituiva l'attrattiva più impressionante dei ricevimenti e svaghi nobiliari della residenza. Con la sua lunghezza complessiva di 76 metri risulta essere la galleria settecentesca più lunga d'Italia dopo quella di Diana della Reggia di Venaria Reale nei pressi di Torino.
La Galleria, unico esempio analogo in tutta l'Italia, è una vera e propria foresta di simbologie e di allegorie che attraverso un tripudio di stucchi e affreschi rococò a colori pastello, secondo un gusto di matrice mitteleuropea, sviluppa il tema dell'avventura dell'Uomo nel tempo e nello spazio. 
Sulle pareti e nella volta sono raffigurati il Tempo che scorre, i Mesi, i Segni Zodiacali, le Quattro Stagioni; il ciclo degli Elementi primari della natura, Terra, Acqua, Aria, Fuoco; i Quattro continenti allora conosciuti, Europa, Africa, Asia, America. Negli ovali, scene lagunari e marine, sviluppano il motivo del percorso dell'uomo verso la conoscenza sorretto dalle Arti liberali di Pittura, Scultura, Architettura e Musica. Nella volta dell'esedra finale, che funge da cardine tra la Galleria e la prima della fuga di stanze adiacenti, si svolge il tema delle Virtù cardinali, e negli stucchi sovrapporta le allegorie del Giorno e della Notte.
Una vera e propria esaltazione del capriccio "Rococò" realizzato nel cuore della provincia marchigiana tra il 1767 e il 1770 dallo stuccatore e pittore milanese Giuseppe Tamanti al quale si affiancarono Giuseppe Simbeni e Andrea Mercoli. Le scene lagunari e gli ornati dei parapetti di porte e finestre, eseguiti tra il 1771 e il 1779, furono attribuiti in un primo momento a Corrado Giaquinto, già presente nelle Marche per la decorazione di Palazzo Buonaccorsi a Macerata, ma in seguito a studi più approfonditi sono stati rimandati all'aquilano Giuseppe Ciferri.
Nel 1771 si diede anche inizio alla costruzione del sontuoso arredo oggi perduto.

## Le Stanze di Enea

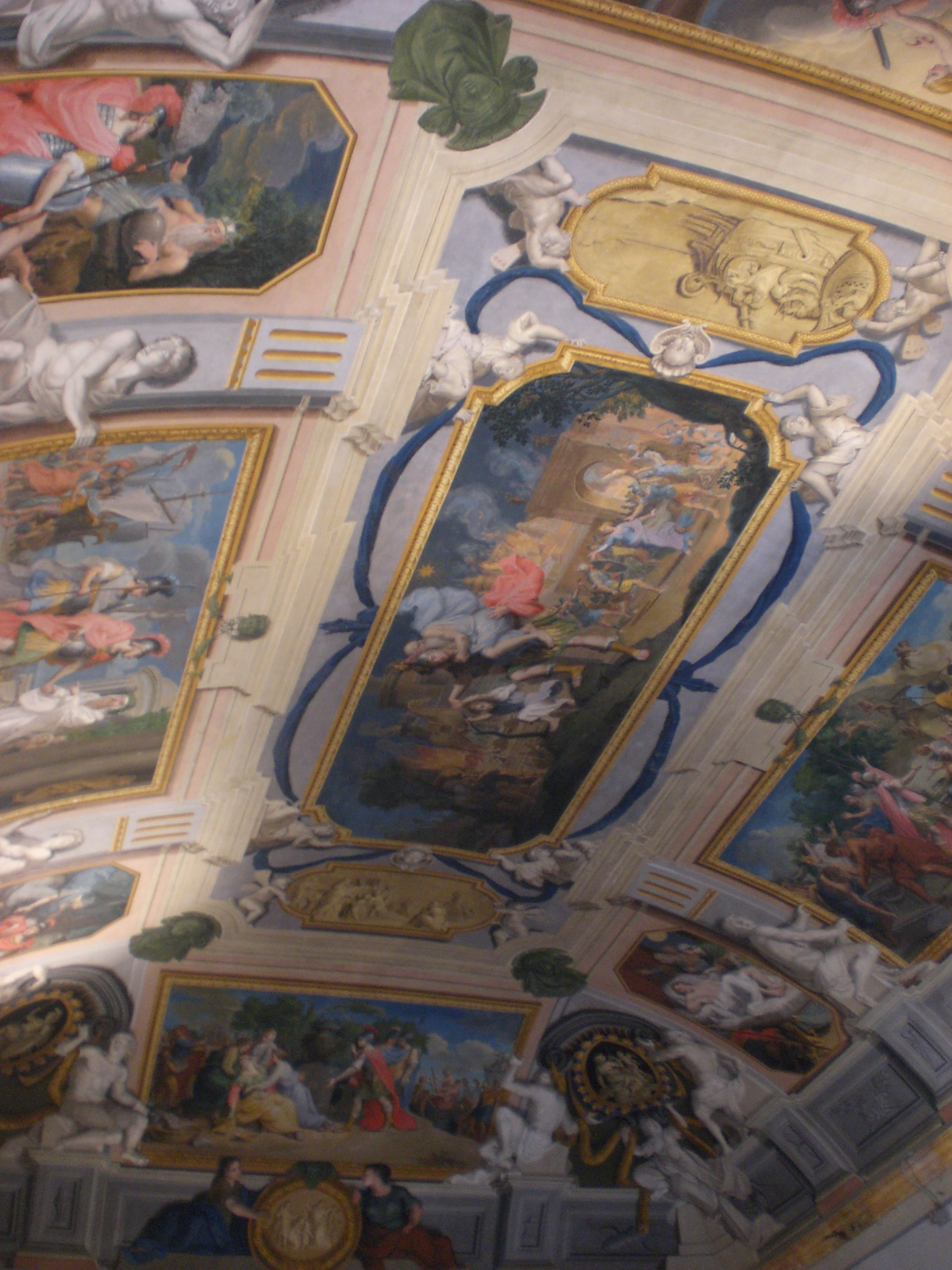
Un soffitto di una delle Sale di Enea.

Le cosiddette "Stanze di Enea" sono disposte in successione l'una all'altra formando una "fuga" (secondo l'architettura tipica del XVIII secolo) di sei locali. Esse si sviluppano tra la Galleria degli Stucchi e il prospetto principale del palazzo, sul quale si affacciano.
Devono il nome al mito di Enea raffigurato nei soffitti a volta a padiglione. Le pitture furono eseguite a tempera tra il 1781 e il 1786 dall'urbinate Carlo Paolucci (1738-1803) e dal pesarese Placido Lazzarini (1746-1820), ispirandosi alle incisioni di un manoscritto dell'Eneide della Biblioteca Vaticana.
L'adiacente Galleria degli Stucchi era sostanzialmente terminata in questo periodo. Ora si poneva il problema di riallacciare lo stile della decorazione fra il Rococò, trionfante nella Galleria, e le nuove tendenze stilistiche del momento rivolte più a un Neoclassicismo. Il compromesso fu raggiunto adattando sì una certa compostezza formale e distacco sentimentale nelle figure, tipici dell'estetica neoclassica, ma anche mantenendo scorci illusionistici e una certa esuberanza di motivi ornamentali come festoni, fregi, mascheroni, medaglioni, puttini caratteristici del rococò. Il ritmo narrativo ne risulta continuo e in linea con le raffigurazioni simboliche sul cammino della Civiltà umana attraverso il Tempo e lo Spazio della galleria.
Il tema delle sei stanze ha inizio dall'Esedra. La prima vede rappresentate le "Leggende Troiane", antefatto del racconto virgiliano: Il "Sogno di Ecuba; lo "Sbarco di Elena a Troia; "Achille nell'isola di Sciro", Il "Ratto di Ganimede"; Il "Sacrificio di Ifigenia. Nelle successive tre sale sono ricordati i primi sei libri del poema coi soggetti di "Enea che fugge da Troia in Fiamme" (ritenuto il capolavoro del ciclo), "Venere implora la benevolenza di Giove", i "Penati appaiono in sogno ad Enea", "Enea incontra la Sibilla Cumana", "Enea incontra il padre Anchise nell'Averno"; quelli più vicini all'Odissea omerica. La quinta stanza riporta alcuni soggetti narrati dagli ultimi sei libri dell'Eneide, fra cui "Enea viene curato dal vecchio Japige", "Enea sbarca a Pallanteo per ottenere aiuti miliari da Evandro", "Enea uccide Turno"; che ricordano maggiormente l'Iliade. L'ultimo ambiente, il Salone delle Feste, è destinato alla celebrazione della Poesia con la scena centrale di "Apollo incorona Virgilio sul Parnaso". Essa rappresenta la conclusione delle storie di Enea e l'ideale completamento del complesso, poiché riassume il valore culturale della galleria e delle sale. Intorno compaiono anche dei monocromi verdi con il mito di "Orfeo ed Euridice. Le scene, racchiuse in cornici dipinte a Trompe-l'œil, riportano in genere azioni corali.

## L'appartamento privato dei Marchesi

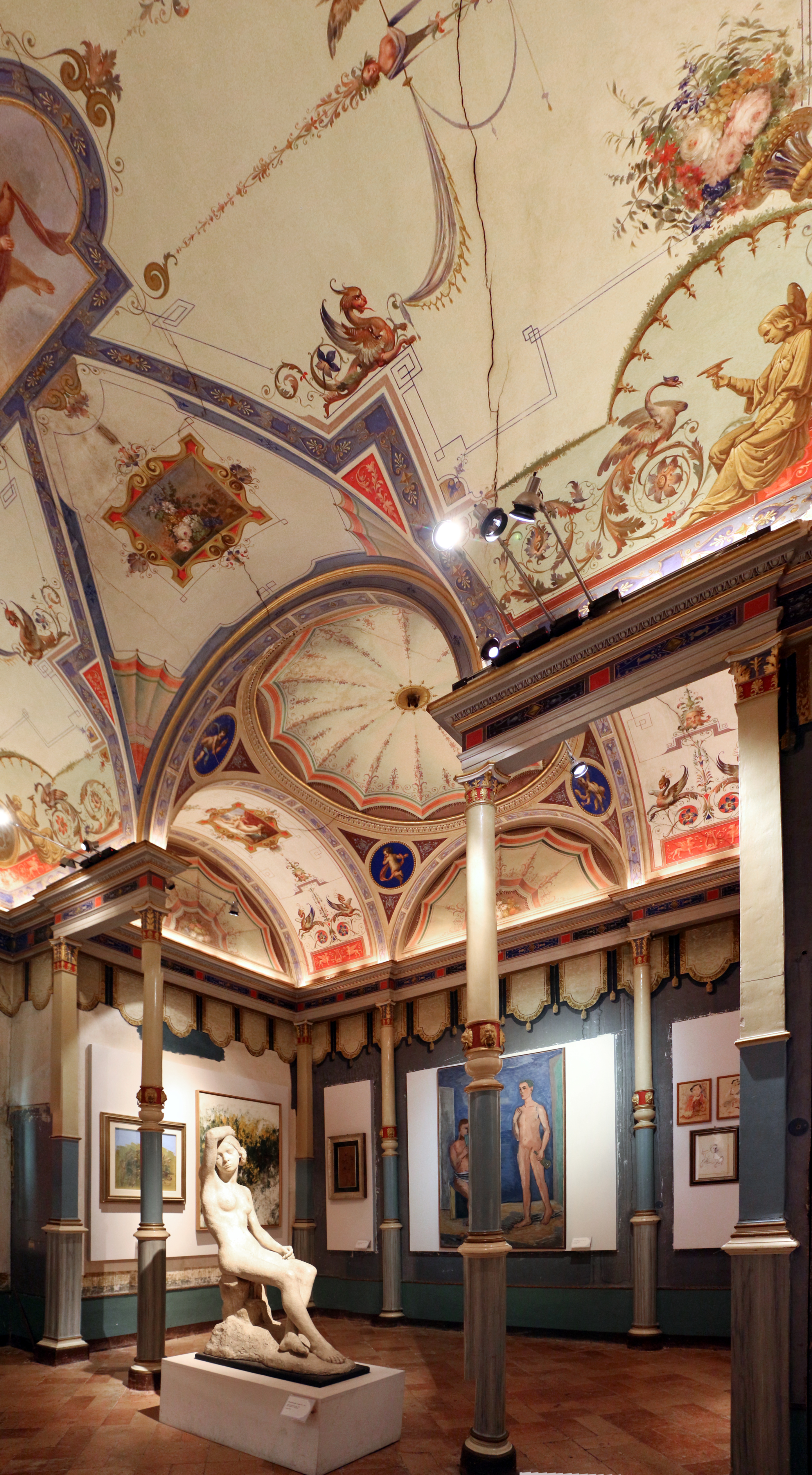
L'Alcova.

Le stanze che si trovano al Secondo piano sono quelle della vita quotidiana della famiglia Pianetti. Composte di sale, salotti, guardaroba, camere da letto e da toilette, sono state realizzate e decorate in periodi diversi. Tutto l'appartamento subì forti rimaneggiamenti in occasione del matrimonio fra il Marchese Vincenzo Pianetti e la Contessa fiorentina Virginia Azzolino avvenuto nel 1859. Già l'anno prima i lavori iniziarono sotto la guida dell'architetto Angelo Angelucci da Todi. Lo stile delle decorazioni, in particolare delle stanze che danno sul giardino, sono realizzate a grottesche di un sapore ancora settecentesco con raffigurazioni imperniate sulle grazie di Venere, maestra delle arti amatorie. Conservano ancora un gusto rococheggiante, anche nella scelta del tema, forse per mantenere un più unitario carattere stilistico con il resto del palazzo. 
Le pitture, risalenti al periodo, non sono di facile attribuzione in quanto compare una certa affinità stilistica con i cicli pittorici coevi presenti in altri edifici cittadini. Dalle pitture del Teatro Pergolesi, opera del romano Giuseppe Vallesi, a quelle della Villa Balleani a Fontedamo, dei bolognesi Michele e Francesco Mastellari. Certo è che vi lavorarono il pittore fabrianese Luigi Lanci (da fonti documentarie) e l'anconetano Fortunato Morini (dalla sua firma su un soffitto). Particolarmente raffinate risultano la Caffè-House, sorta di salotto rotondo con cupola piatta dall'impressionante acustica; l'Alcova e le stanze che si affacciano sul prospetto principale, sono state decorate dopo la morte della Contessa Virginia, a partire dal 1877 ad opera del fiorentino Olimpio Bandinelli in un sapore neo-rinascimentale. Furono volute dalla figlia, la Contessa Emilia Pianetti, e si rifanno a un gusto prettamente "risorgimentale", data la recente Unità d'Italia, evidente nell'Allegoria dell'Italia, affrescata nell'anticamera, e nei cammei dei "geni italici" Tiziano, Leonardo, Michelangelo e Raffaello, nella sala da pranzo.

## Il giardino

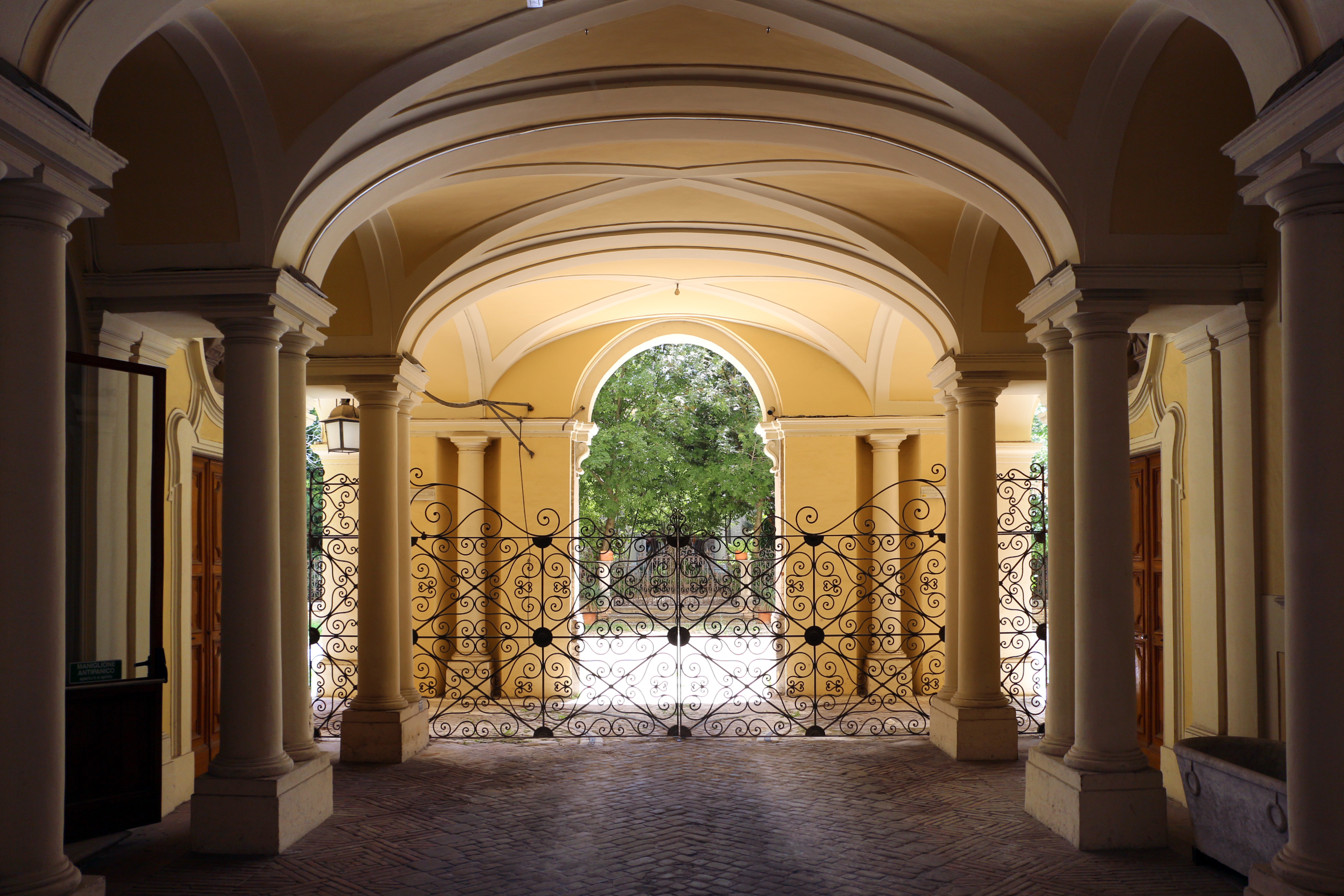
L'atrio d'accesso al palazzo e al giardino.

Rappresenta al meglio uno dei concetti chiave del giardino settecentesco, mediando fra lo spazio privato del palazzo e quello naturale della campagna, costituisce a pieno il binomio Arte-Natura; con riferimenti idealistici al trattato "Idea dell'Architettura universale" scritto nel 1615 da Vincenzo Scamozzi. 
Venne realizzato a partire dal 1748 su progetto del Valeri e completato solo nel 1764. Seppure non di vaste proporzioni, assolve perfettamente al proprio ruolo di "salotto naturale", con un sistema di scale e terrazze che collegano l'interno del palazzo e in particolare la Galleria degli Stucchi, da ricevimento, al parterre del giardino. Le mura che lo costeggiano fanno da "spalti" costituendo così una sorta di "teatro all'aria aperta" imperniato sulla torretta centrale che funge da prospettiva architettonica di fondo. L'aspetto generale ricorda quelli del "giardino all'italiana" sebbene l'antico disegno delle aiuole del parterre (conservato nell'archivio Pianetti), rivela elementi decisamente rococò.
L'insieme è completato da un paramento di statue a soggetto mitologico volte a mostrare, glorificare e proteggere la famiglia, sintetizzato e incentrato nelle due sculture semisdraiate della "Fama" e del "Tempo" poste sulla prospettiva centrale quasi a sottolineare il benessere familiare protratto nel tempo. L'insieme ha inizio dall'atrio del palazzo, dove si trovavano le sculture (oggi in diversa collocazione) delle Virtù che dovrebbe avere un buon gestore aristocratico: "Prudenza", "Giustizia", "Fortezza", "Nobiltà", "Generosità" e "Temperanza"; continua nell'entrata al giardino dove su una cancellata in ferro battuto si trovano 12 statue di puttini che in gruppi di quattro rappresentano le parti del giorno, gli elementi naturali e le stagioni; avanza nel giardino vero e proprio dove risultano disposte in maniera speculare rispetto a una simmetria centrale in base alla "Fama" sulla sinistra, e al "Tempo" sulla destra. Dagli spalti le statue sviluppano il tema dell'"Abbondanza", con Bacco, Cerere, Vertumno e Pomona; e della "Fertilità", con Ercole, Jole, Flora e Zefiro. Nelle scale e nelle terrazze è il tema della "Ragione" che controlla la "Natura", rappresentate tramite "Divinità pagane" dove a Mercurio si contrappone Palaistra, a Saturno Òpis, a Marte Venere, ad Apollo Diana, e a Giove Giunone. Dalle vasche e fontane emergono cavalli marini, delfini e divinità marine come Nettuno, Glauco, Galatea e Anfitrite, atte a svolgere il tema del "Rinnovamento" rappresentato dell'acqua.
Tutto l'apparato scultoreo venne realizzato intorno al 1756 dallo scultore padovano Antonio Bonazza.
Del famoso orologio che Francesco Livisati costruì nel 1753 oggi resta solo il quadrante dipinto sul timpano della prospettiva architettonica.

## La pinacoteca
La Pinacoteca civica e Galleria d'Arte contemporanea di Jesi, collocata nell'elegante palazzo, conserva fra le opere maggiori i dipinti eseguiti da Lorenzo Lotto per chiese e confraternite cittadine. Il nucleo lottesco è composto da opere di primaria importanza per l'arte rinascimentale italiana: dalla Deposizione (1512) alle opere della maturità, come la Pala di San Francesco al Monte e la monumentale Santa Lucia davanti al giudice (1532). Importanti per ricostruire il percorso artistico delle città sono la "Pietà" di Nicola di Maestro Antonio d'Ancona, le opere di Giuliano Presutti, di Pietro Paolo Agabiti, del Pomarancio.

Santa Lucia davanti al giudice, olio su tavola, 243 x 237
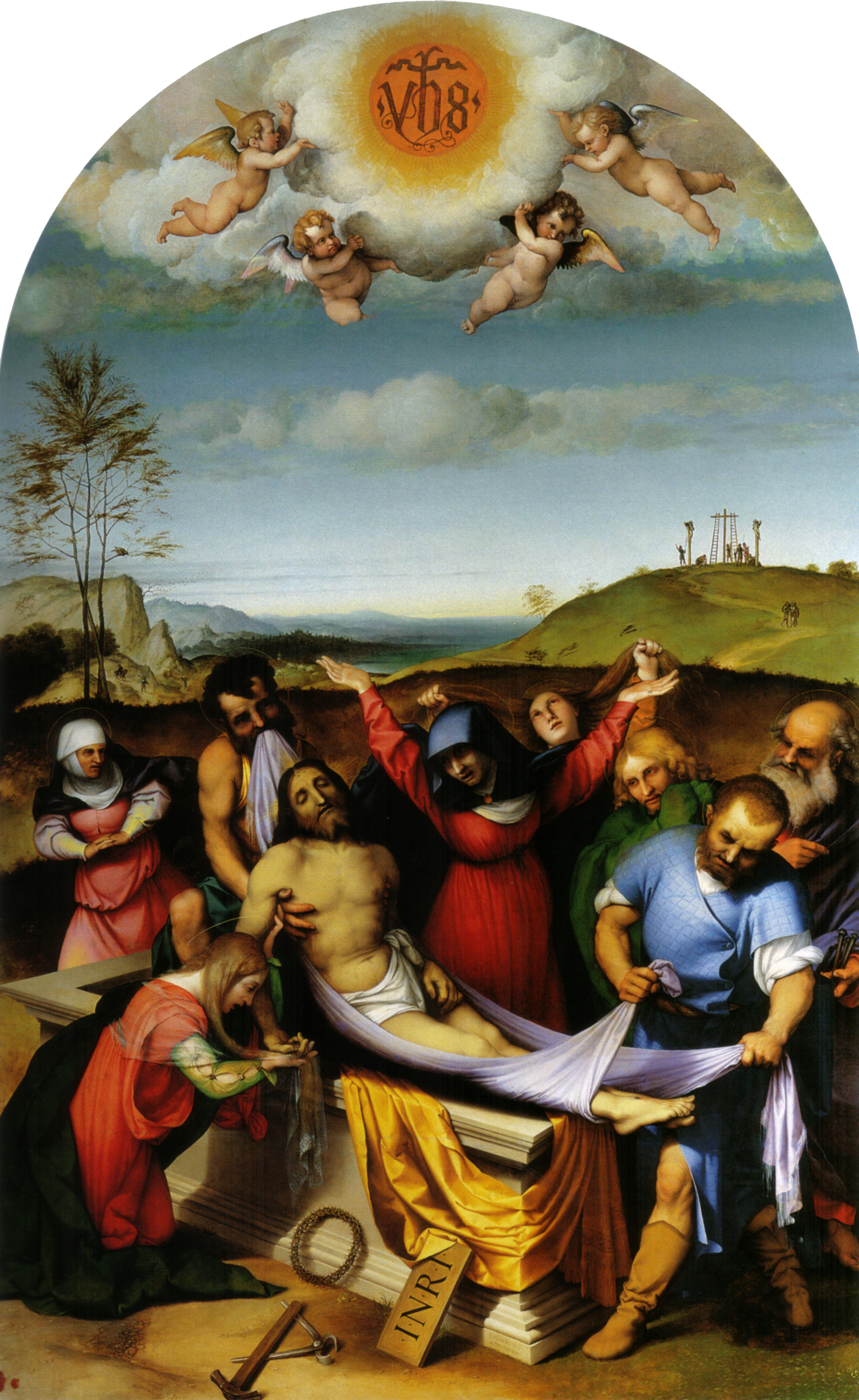
Deposizione nel sepolcro, olio su tavola, 298 x 197
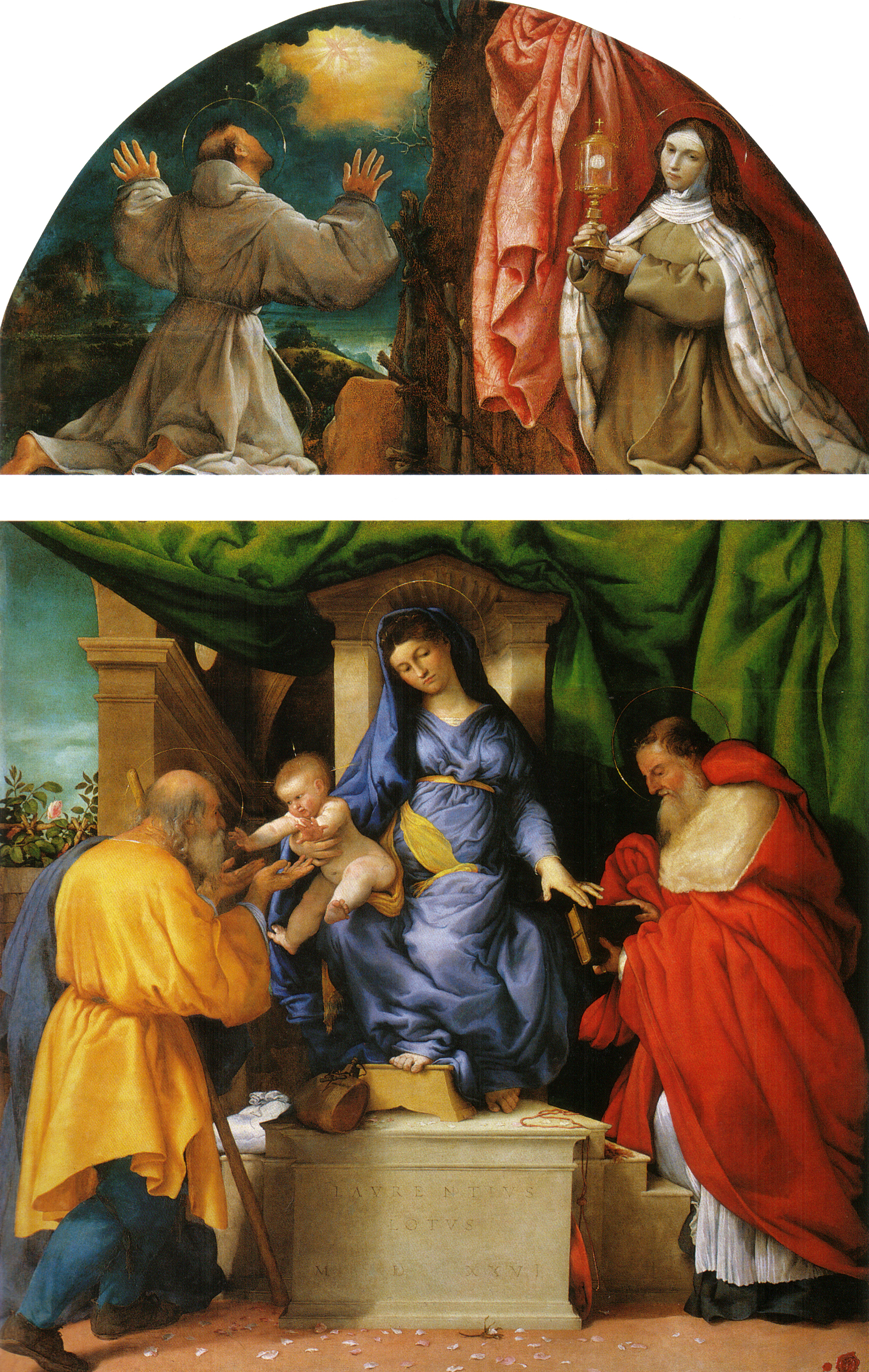
Pala di San Francesco al Monte, olio su tavola, 155 x 160